# George Stanhope (6e comte de Chesterfield)
Pour les articles homonymes, voir George Stanhope.
George Stanhope (23 mai 1805 – 1er juin 1866), appelé Lord Stanhope avant 1815, 6e comte de Chesterfield, membre du conseil privé, est un homme politique tory britannique.

## Biographie
Chesterfield est le seul fils de Philip Stanhope, 5e comte de Chesterfield, et de son épouse Lady Henrietta, fille de Thomas Thynne (1er marquis de Bath), et étudie à Eton et Christ Church (Oxford). Il succède à son père en 1815 à l'âge de dix ans et siège, quelques années plus tard sur les bancs conservateurs à la Chambre des lords. Il sert brièvement dans le gouvernement tory de Sir Robert Peel comme Master of the Buckhounds de décembre 1834 à avril 1835 et entre dans le conseil privé en décembre 1834.
Lord Chesterfield se marie avec Anne Elizabeth, fille de Cecil Weld-Forester, en 1830, avec laquelle il a eu un fils et une fille. Leur fille Lady Evelyn (1834-1875) est la première épouse d'Henry Herbert, 4e comte de Carnarvon. Lord Chesterfield meurt en juin 1866, âgé de 61 ans. Son fils unique, George, lui succède. La comtesse de Chesterfield meurt en juillet 1885, à l'âge de 82 ans.

## Sources
- (en) Cet article est partiellement ou en totalité issu de l’article de Wikipédia en anglais intitulé « George Stanhope, 6th Earl of Chesterfield » (voir la liste des auteurs).
- Charles Kidd, David Williamson (dir.), Debrett's Peerage and Baronetage New York, St Martin's Press, 1990.
- www.thepeerage.com